# 루퍼트 그레이브스
루퍼트 그레이브스(Rupert Graves, 1963년 6월 30일 ~ )는 잉글랜드의 배우이다.

## 출연 작품
- 익스트림OPS
- 댈러웨이 부인
- 셜록
- 전망 좋은 방
- 브이 포 벤데타 (영화)
- 모리스
- 엠마 - 미스터 웨스턴 역